# Позитивная дискриминация

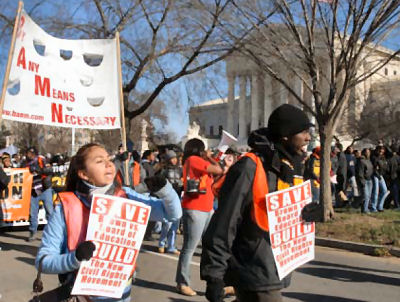
Марш за позитивные действия в Вашингтоне

Позитивная дискриминация, также известна как позитивные меры выравнивания, позитивные действия (англ. affirmative action) — это меры по предоставлению преимущественных прав или привилегий для определённых групп населения, которые применяются для достижения равенства в должностях, уровне образования, доходах для представителей разных полов, рас, этносов, конфессий, сексуальных ориентаций и тому подобное. Политика позитивной дискриминации поддерживает членов группы, которая находится в неблагоприятном положении и ранее подвергалась либо продолжает подвергаться дискриминации. Исторически и на международном уровне позитивные действия были направлены на достижение таких целей, как преодоление неравенства в сфере занятости и оплаты труда, расширение доступа к образованию, поощрение разнообразия и устранение очевидных ошибок прошлого.
Идея позитивной дискриминации в отношении небелого населения начала реализовываться в США в 1960-е годы. Сам термин впервые был использован в Указе Президента США № 10925, подписанном президентом Джоном Кеннеди 6 марта 1961 года.
Характер политики позитивной дискриминации может отличаться в разных странах. Некоторые государства используют систему квот, согласно которой определённый процент государственных рабочих мест, политических должностей и мест в учебных заведениях должен быть зарезервирован для членов определённой группы. В других странах, таких как Великобритания, позитивные действия считаются незаконными, поскольку они предполагают неравное отношение ко всем расам.
Аргументация обоснования позитивной дискриминации её сторонниками заключается в том, что она помогает компенсировать былую дискриминацию, преследования или эксплуатацию со стороны доминирующей группы и преодолеть существующую дискриминацию. В целом критика позитивной дискриминации сводится к тому, что позитивные меры выравнивания — это обратная дискриминация и позитивные действия имеют нежелательные побочные эффекты. Утверждается, что они могут усилить расовую напряжённость, препятствуют примирению, заменяют старые ошибки новыми, подрывают достижения меньшинств и призывают людей позиционировать себя «незащищёнными», даже если они таковыми не являются.

## Аргументация и возражения
Движущая сила позитивных мер выравнивания носит двойственный характер. Сторонники позитивных мер выравнивания считают, что они помогают увеличить до предела преимущества многообразия во всех слоях общества, а также компенсировать вред, причиненный ранее или причиняемый в настоящее время публичной, институциональной или непреднамеренной дискриминацией. Таким образом, основная идея позитивных мер выравнивания состоит в том, что общество, допустившее или допускающее дискриминацию отдельных социальных, этнических и прочих меньшинств, должно компенсировать нанесённый таким образом вред за счёт большинства.
Возражения против практики позитивных мер выравнивания можно услышать как с позиции большинства, так и с позиции самих «позитивно дискриминируемых» меньшинств. Основным возражением является то, что позитивные меры выравнивания, по мнению оппонентов, фактически являются ничем иным, как орудием ущемления прав большинства в пользу представителей меньшинств — обратной дискриминации. Противники позитивных мер выравнивания заявляют, что они снижают ценность достижений личности, оценивая достижения по принципу принадлежности к определённой социальной группе, а не по его квалификации. Так, например, достижения представителей меньшинств в глазах общества становятся незначимыми, воспринимаются как результат не их собственных усилий, а лишь предоставленных преимуществ, а у самих представителей меньшинств снижается мотивация и проявляется склонность к иждивенчеству.
Например, реализация принципов любой дискриминации в области различных премий (Нобелевская, Оскар) или наград в спорте, полностью ликвидирует их смысл, номиналисты будут получать их не за достижения, а за личные внешние особенности.

## Международная политика
Глубокое исследование правового статуса позитивных мер выравнивания, а также различных связанных с ней программ, их плюсов и минусов, проводится в научной работе Марка Боссюи, написанной для Подкомиссии по поддержанию и защите прав человека при Комиссии ООН по правам человека.
Международная конвенция о ликвидации всех форм расовой дискриминации устанавливает (статья 2.2), что в случае необходимости Государства-участники обязаны принимать меры позитивной дискриминации с целью устранения систематической дискриминации. Однако такие меры ни в коем случае не должны в результате привести к сохранению неравных или особых прав для различных расовых групп по достижении тех целей, ради которых они были введены. По мнению Комитета ООН по правам человека, в соответствии с принципом равенства, государствам иногда приходится применять позитивные меры выравнивания с целью смягчить или устранить условия, которые становятся причиной или способствуют сохранению дискриминации. Например, в государствах, в которых условия жизни отдельной части населения не позволяют им в полной мере пользоваться своими правами, государство обязано предпринять определённые действия, чтобы исправить эти условия. К таким мерам относится временное предоставление более благоприятного режима в какой-либо сфере этой группе по сравнению с остальной частью населения. Если эти меры по существу направлены на устранение дискриминации, они являются законной дифференциацией.

## Виды
В современном обществе позитивные меры выравнивания направлены на меньшинства и инвалидов. В СССР и социалистических странах меры позитивной дискриминации были направлены с целью сокращения социального неравенства на крупные низшие социальные группы советского общества. Субъектами позитивной дискриминации могут быть:
- Представители низших социальных групп в общественной иерархии (СССР)[15].
- Расовые меньшинства
- Этнические меньшинства
- Сексуальные меньшинства
- Непривилегированные касты (например, в Индии)
- Женщины
- Инвалиды
- Бывшие военнослужащие

## Мировая практика
Во многих государствах приняты законы о расовом равенстве, запрещающие позитивные меры выравнивания, в связи с требованием равного отношения ко всем расам. Такой подход иногда называют «не видящим цвет кожи» (англ. «Color blind»). Сторонники подхода считают, что он достаточно эффективно борется с дискриминацией, в связи с чем нет необходимости в обратной дискриминации.
В таких странах внимание обращено на обеспечение равных возможностей, и, к примеру, целенаправленные рекламные акции, предлагающие этническим меньшинствам поступить на службу в органы внутренних дел. Такой подход также носит название «позитивное действие».

### Америка
- Соединённые Штаты. Субъектами позитивных мер выравнивания в США являются ущемлённые в прошлом в правах расовые и этнические меньшинства, женщины, инвалиды и ветераны. Позитивные меры выравнивания стали предметом рассмотрения многочисленных судебных дел и были рассмотрены на предмет соответствия Конституции. В 2003 году Верховный суд США постановил, что принадлежность к определённой расе может приниматься во внимание при принятии лиц в учебные заведения. Консерваторы сетуют на систематическое нарушение государственными служащими этого постановления. И наоборот, некоторые высшие учебные заведения используют денежное стимулирование для привлечения представителей расовых групп, которые, как правило, были недостаточно представлены в вузе и у которых обычно более низкий уровень жизни. Приказы Президента 11246 и 11375 запрещают дискриминацию по признаку расы, цвета кожи, религии, пола или национального происхождения федеральными подрядчиками и субподрядчиками при приёме на работу. Внимание прессы и общественности в США изредка привлекают вопиющие формы «положительной дискриминации», когда представителям расовых и этнических групп, не относящимся к меньшинствам, отказывают в продвижении по службе только на основании того, что они не принадлежат ни к одной из групп меньшинств. Например, в 2003 году Департамент пожарной охраны города Нью-Хейвен отказался продвинуть по службе всех пожарных европеоидной расы на основании того, что среди тех, кто сдал профессиональный квалификационный экзамен, не было ни одного представителя расовых меньшинств. Жалоба пожарных, которым было отказано в продвижении по службе на основании этого решения, была отвергнута судьей Соней Сотомайор, представительницей латиноамериканской расовой группы, позднее выбранной президентом Бараком Обамой на пост Верховного Судьи. Решение суда в конечном итоге было отменено 6 лет спустя, в 2009 году[16].

В 2015 году во всех четырёх актёрских номинациях на премию «Оскар» не был представлен ни один афроамериканец. Хотя такое случалось и ранее, Академию открыто обвинили в необъективности и расовой дискриминации. В качестве протеста блогер Эйприл Рейн запустила хештег #OscarsSoWhite; в интервью телеканалу MTV она посетовала на то, что состав жюри крайне однообразен и неизменен — он состоит почти исключительно из белых судей, преимущественно мужчин пожилого возраста, которые наименее заинтересованы в работах, представленных «цветным» меньшинством, и не склонны выдвигать их на какие-либо номинации. Призывы бойкотировать премию заставили президента Академии Шерил Бун Айзекс пойти на смену состава организации — она пообещала, что в 2016 году будет пересмотрена система набора новых членов. Основная идея в том, чтобы разнообразие среди киноакадемиков привело к разнообразию среди номинантов — гендерному, расовому, этническому и по признаку сексуальной ориентации.
В 2023 году Верховный суд США признал противоречащим конституции предоставление университетами преференций абитуриентам в зависимости от их расовой принадлежности. Это решение вызвало много споров в США.
- Бразилия. Некоторые бразильские университеты (федеральные и региональные) создали систему «предпочтительного поступления» (квот) для расовых и этнических меньшинств (чернокожего населения и коренных бразильцев), людей с низкими доходами и инвалидов. Также уже созданы квоты, составляющие до 20 % вакансий государственной гражданской службы, для инвалидов.
- Канада. Акт о равенстве при приеме на работу, принятый в Канаде, обязывает работодателей в отраслях, относящихся к ведению федерации, предоставлять режим преференций обозначенным группам: женщинам, инвалидам, коренному населению, расовым меньшинствам. В большинстве канадских университетов действует система, при которой к представителям коренного населения предъявляются более низкие требования при поступлении. Также они имеют право на получение особых стипендий. В некоторых провинциях и территориях практикуется сходная политика. Например, в Северо-Западных территориях представителям коренного населения отдаётся предпочтение при приёме на работу. Они являются обладателями статуса «Р1». Лица, не относящиеся к коренному населению, но родившиеся на северо-западе Канады или прожившие там более половины своей жизни, ровно как женщины и инвалиды, получают статус «Р2». Самая низкая степень приоритета у мужчин — «Р3». Бывают случаи, когда людей принимают на работу, несмотря на то, что их показатели ниже, чем у других претендентов, так как они обладают более высоким статусом.

### Азия и Океания
- Казахстан. При поступлении в вуз на грант есть квота для выпускников сельских школ — 30 %; лиц казахской национальности, не являющихся гражданами Казахстана — 2 %; детей-сирот и детей, оставшихся без попечения родителей — 1 %. I, II групп, инвалидов детства, детей-инвалидов — 1 %[20][21].
- Китай. Согласно «политике преференций» некоторые высокие посты в управлении были отданы этническим меньшинствам и женщинам. Кроме того, государство обязало университеты отдавать предпочтение абитуриентам, принадлежащим к этническим меньшинствам.
- Индия. В индийском праве позитивная дискриминация выражается в резервировании должностей в государственном секторе, федеральной и региональной гражданской службе, федеральных и региональных органах исполнительной власти, а также всех государственных и частных образовательных учреждениях (за исключением религиозных учебных заведений и учебных заведений для лиц, не владеющих государственным языком) для отстающих в экономическом и образовательном плане классов и для каст, признанных Конституцией ущемлёнными. Также для ущемлённых каст зарезервированы места в индийском Парламенте и т. д.
- Япония. Поступление в университет, а также на государственную службу в любой должности определяется по результатам экзамена, на конкурсной основе. Принятие во внимание пола, этнической принадлежности, социального происхождения (но не гражданства) является незаконным. Однако на практике существует политика предоставления льготного режима представителям ранее «нечистой» касты буракумин на муниципальном уровне для смягчения всё ещё существующего в быту её ущемления.
- Малайзия. Малайзийския Новая экономическая политика, или НЭП, служит разновидностью позитивной дискриминации. Она поддерживает структурные изменения в различных сферах жизни, от образования до экономики и социальной интеграции. Зародившаяся после межэтнических столкновений в 1969 году, она стремилась обратить внимание на дисбаланс в экономической сфере, в которой китайское меньшинство закрепило за собой прочный контроль над экономической деятельностью в стране. Такое положение вещей не устраивало коренных малайцев, что нашло своё выражение в межэтнических столкновениях 13 мая 1969 года. Тун Абдул Разак, который стал вторым премьер-министром Малайзии после Тунку Абдул Рахмана, принял решение о введении НЭПа. С тех пор межэтническое насилие стихло, но со стороны китайского и индийского сообществ в Малайзии продолжают звучать настойчивые упрёки этой политике, заключающиеся в том, что малайцам предоставляется несправедливое преимущество. По их мнению, такая политика обречена на провал, так как она делает экономику Малайзии менее конкурентоспособной по сравнению с прилежащими государствами и укрепляет структурные, ничем не обоснованные привилегии. Согласно собственным правительственным исследованиям, политика ещё не достигла своей цели по перераспределению народного богатства таким образом, чтобы 30 % принадлежало малайцам, которые составляют 50 % населения. Однако существуют исследования, опровергающие эти данные. Методология обоих исследований не вызывает доверия. Малайзия — многонациональное государство, в котором большинство составляют малайцы — около 52 %. Около 30 % населения — это малайцы с китайскими корнями. Малайцы с индийскими корнями составляют около 8 % населения. Однако 99 % директоров малайзийской нефтегазовой компании Petronas — малайцы, и всего лишь 3 % служащих компании — китайцы. Всего 5 % нового набора в армию, медсестёр, полицейских не являются малайцами, только 7 % государственных служащих — этнические китайцы (по сравнению с 30 % в 1960 году).
- Новая Зеландия. Представителям коренного народа маори и другим полинезийцам отдаётся предпочтение при поступлении в высшие учебные заведения и предоставлении стипендий.
- Шри-Ланка. В 1971 году в шри-ланкийских университетах была введена политика стандартизации — программа позитивной дискриминации для студентов из районов с плохим доступом к образованию в связи с целенаправленной дискриминацией со стороны британских колонизаторов в течение двухсот лет. Британцы в течение двух веков своего контроля над Шри-Ланкой отдавали предпочтение христианам и тамилам, руководствуясь политикой «разделяй и властвуй». Это стало одной из причин гражданской войны в Шри-Ланке.

### Европа
- Болгария. В Болгарии позитивная дискриминация существует только для цыган, к остальным этносам практически не применяется[22].
- Великобритания. Позитивная дискриминация запрещена в Соединённом Королевстве, системы квот/преференций не предусмотрены. Исключение к этому положению было введено «Соглашением Страстной Пятницы» 1998 года, в котором говорится, что Полицейская служба должна набирать равное количество католиков и некатоликов. Разрешено привлечение лиц, представленных в меньшем количестве, к поступлению на работу, но дискриминация при приёме на работу в их пользу считается незаконной. Своего рода позитивная дискриминация применяется управляющей Лейбористской партией, которая ставит женщин в начало партийного списка, чтобы обеспечить их прохождение на выборах в качестве кандидатов. Дискуссионные предложения о введении позитивной дискриминации при приёме на работу обсуждаются в рамках внесения изменений в Билль о равноправии.
- Германия. Статья 3 Основного закона ФРГ гарантирует равные права для всех, вне зависимости от их пола, расы или социального происхождения. В последние годы ведутся споры о том, стоит ли предоставлять женщинам привилегии при поступлении на работу в целях борьбы с дискриминацией. В некоторых программах утверждается, что если претенденты на работу мужского и женского пола обладают одинаковой квалификацией, женщинам должно быть отдано предпочтение.
- Норвегия. Во всех публичных компаниях, органы управления которых состоят из более чем пяти членов, представители любого пола не могут составлять более 60 % рабочей силы. Это положение распространяется приблизительно на 400 компаний.
- Республика Македония. Меньшинствам, по большей степени албанцам предназначаются квоты для поступления в государственные университеты и на государственную гражданскую службу.
- Россия. Существуют льготы по приёму в высшие учебные заведения для нескольких групп: сироты, инвалиды, а также прошедшие срочную военную службу. Кроме того, законодательством субъектов федерации установлены квоты по приёму на работу инвалидов в организации с численностью работников более 100 человек (до 4 % от общей численности работников).
- СССР. Политика позитивной социальной дискриминации в СССР официально реализовывалась по критерию социального происхождения: рабочие и крестьяне обладали преимущественным правом при поступлении в высшие учебные заведения, а также рабоче-крестьянское происхождение играло значительную роль как критерий продвижения по социальной лестнице и назначении на высшие государственные посты, в том числе при формировании национальных элит в союзных республиках[23][24]. Некоторые исследователи утверждают о явных положительных признаках влияния на экономический рост различных форм позитивной дискриминации[23].
- Словакия. В октябре 2005 года Конституционный суд постановил, что позитивная дискриминация, «предоставляющая привилегии для представителей расовых и этнических меньшинств», противоречит Конституции.
- Украина. Существуют квоты по приёму на работу инвалидов (4 % от численности персонала). Правила относительно обязательного трудоустройства инвалидов распространяются на работодателей, у которых работает от 8 человек. Такие работодатели обязаны трудоустроить минимум одного инвалида. Сумма штрафа составляет среднегодовую (за весь год) заработную плату на предприятии за каждое рабочее место, не занятое инвалидом (для субъектов с числом работающих до 15 человек — 50 % среднегодовой зарплаты).
- Финляндия. В некоторых университетских программах, включая юридическое и медицинское образование, существуют квоты для абитуриентов, говорящих на шведском языке. Цель — получение профессионалов, говорящих на шведском языке, что является гарантией прав шведскоговорящих финнов. Эта система не вызвала одобрения у финскоговорящего большинства, считающего систему несправедливой. В дополнение к этим лингвистическим квотам женщины получают преференции при найме на работу в секторах, в которых существует значительный дисбаланс в соотношении мужчин и женщин.
- Франция. Конституция Франции 1958 года запрещает проведение различий по расовому, религиозному или половому признаку. Начиная с 1980-х годов позитивная дискриминация, основанная на принадлежности к определённому району города, действует в сфере образования. Школы, основанные в районах, обозначенных как «приоритетные образовательные зоны», финансируются лучше, чем другие. Выпускники этих школ получают привилегии при поступлении в некоторые высшие учебные заведения.
- Швеция. Законодательство запрещает позитивную дискриминацию, рассматривая её как одну из форм дискриминации. Невзирая на то, что она направлена на улучшение положения последних, такая политика считается несправедливой. Помимо этого, считается, что позитивная дискриминация подчёркивает отличие меньшинств от основной массы населения и обособляет их, тем самым ещё сильнее отделяет, так как им предоставляются права именно на основании характеристик.

### Африка
- Южно-Африканская Республика. Акт о равноправии при принятии на работу и Универсальный акт о программе расширения участия чёрного большинства в экономике ЮАР направлены на достижение равенства на рабочих местах, что заключается не только в предоставлении привилегий представителям определённых групп, но и в ограничении прав всех остальных. Законодательство относит к этим группам всех темнокожих людей, белых женщин, инвалидов и лиц из сельскохозяйственных местностей. Таким образом, термин «расширение участия чёрного большинства в экономике ЮАР» не является точным, так как Акт распространяется на представителей всех вышеназванных групп, вне зависимости от расы. Тем не менее, законодательство о трудоустройстве резервирует 80 % рабочих мест для чернокожего населения и отдаёт предпочтение компаниям, им принадлежащим. В 2008 году Верховный Суд ЮАР постановил, что африканцы с китайскими корнями приравниваются к чернокожему населению. В результате этого постановления Универсальный акт теперь распространяется и на эту группу населения.

## Критика
Существует множество аргументов, служащих опорой для критики позитивной дискриминации. Например, есть точка зрения, согласно которой, позитивная дискриминация порождает ещё большее неравенство, обесценивает достижения меньшинств, заставляет некоторых социальных групп считать себя обездоленными, даже если они таковыми не являются. Позитивная дискриминация может повысить расовое неравенство и приумножить пользу для более привилегированных групп.
Оппоненты позитивной дискриминации считают её формой обратной дискриминации, через которую невозможно решить проблему неравенства. Некоторые критики убеждены, что позитивная дискриминация обесценивает фактические достижения людей, которые были выбраны, исходя из их принадлежности к определённой социальной группе, а не их квалификации, что говорит об иррациональности позитивной дискриминации, как и любой другой формы дискриминации. Также есть мнение, что позитивная дискриминация порождает мошенничество, побуждая людей причислять себя к тем группам, по отношению к которым она действует с целью получения дополнительных привилегий. Критики позитивной дискриминации полагают, что программы поддержки определённых социальных групп могут принести пользу тем членам целевой группы, которые меньше всего в ней нуждаются, то есть обладают в рамках данной группы большими преимуществами. Другие бенефициары могут быть охарактеризованы как совершенно не подходящие для предоставления им каких-либо привилегий.
Ещё одна критическая оценка позитивной дискриминации заключается в том, что эта форма дискриминации может снизить стимулы для выбранных и не выбранных для получения привилегий групп населения работать с максимальной эффективностью, так как бенефициары позитивной дискриминации могут прийти к выводу, что для получения привилегий им можно не прикладывать стольких усилий, а те, кто не получит никакой выгоды, считают, что в таком случае нет никакого смысла предпринимать какие-либо действия, так как они заведомо обречены на неудачу.
В США позитивная дискриминация подвергается критике за то, что она даёт предпочтение при приёме студентов по их расовому признаку, но не классовому. Фактически легче всего в университет поступить чернокожим из богатых семей, но бедным чернокожим, коих абсолютное большинство в США — по прежнему затруднительно попасть в университеты. Также вопреки распространённому мнению главными жертвами позитивной дискриминации являются не белые, а азиаты, к которым причисляют например выходцев из Китая или Индии, например азиат с максимальным впускным баллом имеет тот же шанс на поступление, что и чернокожий с 4 баллами из 10. Критики позитивной дискриминации указывают на то, что при такой системе белые и главным образом азиаты из бедных социальных слоёв не имеют практически никаких шансов попасть в американские университеты. Уже на протяжении долгого времени ведутся споры относительно того, стоит ли пересмотреть позитивную дискриминацию, либо учитывать вместе расу и класс будущего студента или только его классовую принадлежность.

### Несоответствие
Несоответствием (англ. mismatching) называют предполагаемый негативный эффект, который оказывает позитивная дискриминация, позволяя студенту попасть в учебное заведение, обучение в котором для него затруднительно. Например, при отсутствии привилегий для определённых социальных групп студент попадает в университет, соответствующий его академическим способностям, соответственно, у этого человека есть высокие шансы успешно окончить обучение в нём. Однако согласно гипотезе несоответствия, позитивная дискриминация часто помещает студента в академическую среду, которая не соответствует его реальному уровню знаний, что увеличивает вероятность студента прервать обучение и выбрать нежелательный для него род деятельности. Таким образом, позитивная дискриминация не всегда приводит к положительному эффекту для бенефициара.
Доказательства теории несоответствия привел Гейл Хериот, профессор права Университета Сан-Диего и член комиссии США по гражданским правам, в статье The Wall Street Journal 24 августа 2007 года. Ричард Сандер, также профессор права, пришел к выводу, что при отсутствии практики позитивной дискриминации было бы на 7,9 % больше адвокатов-афроамериканцев. В статье также говорится, что из-за феномена несоответствия бенефициары позитивной дискриминации (например, афроамериканцы) с большей вероятностью не сдадут экзамены и будут отчислены.
Статья Сандера о феномене несоответствия подвергалась критике со стороны таких профессоров права как Айан Айрес и Ричард Брукс из Йельского Университета, который утверждает, что отказ от позитивной дискриминации привел бы к сокращению количества адвокатов-афроамериканцев на 12,7 %. Исследование 2008 года, проведенное Джесси Ротштейном и Альбертом Юном, доказало несостоятельность исследования феномена несоответствия Сандера, а также показало, что при отсутствии позитивной дискриминации число чернокожих абитуриентов в юридических академиях было бы на 63 % меньше, а в элитных юридических школах — на 90 %.